# 约翰·汉森 (足球运动员)
约翰·汉森（丹麥語：John Hansen，1924年6月24日—1990年1月12日），丹麦男子足球运动员，场上位置是前锋。他曾代表丹麦国奥队参加1948年夏季奥林匹克运动会足球比赛，获得一枚铜牌。